# Gardenia mannii
Gardenia mannii är en måreväxtart som beskrevs av Harold St.John och Kuykendall. Gardenia mannii ingår i släktet Gardenia och familjen måreväxter. Inga underarter finns listade i Catalogue of Life.